# Konfederační pohár FIFA 2005
Konfederační pohár FIFA 2005 byl 7. ročníkem Konfederačního poháru FIFA. Konal se v Německu od 15. června do 29. června 2005. Vítězem se stala reprezentace Brazílie

## Místa konání
- Frankfurt (Commerzbank-Arena – 48 132 míst)
- Kolín nad Rýnem (RheinEnergieStadion – 46 120 míst)
- Hannover (AWD-Arena – 44 652 míst)
- Lipsko (Zentralstadion – 44 200 míst)
- Norimberk (Frankenstadion – 44 200 míst)

## Kvalifikované týmy
- Německo (hostitel)
- Brazílie (vítěz Mistrovství světa ve fotbale 2002)
- Mexiko (vítěz Zlatého poháru CONCACAF 2003)
- Argentina (finalista Copa América 2004)[1]
- Japonsko (vítěz Mistrovství Asie ve fotbale 2004)
- Tunisko (vítěz Afrického poháru národů 2004)
- Řecko (vítěz Mistrovství Evropy ve fotbale 2004)
- Austrálie (vítěz Oceánského poháru národů 2004)

## Základní skupiny

### Základní skupina A
| Tým       | Z | V | R | P | GV | GI | +/- | B |
| --------- | - | - | - | - | -- | -- | --- | - |
| Německo   | 3 | 2 | 1 | 0 | 9  | 5  | +4  | 7 |
| Argentina | 3 | 2 | 1 | 0 | 8  | 5  | +3  | 7 |
| Tunisko   | 3 | 1 | 0 | 2 | 3  | 5  | -2  | 3 |
| Austrálie | 3 | 0 | 0 | 3 | 5  | 10 | -5  | 0 |

| 15. červen 18:00                |          |                      |                                                                                        |
| Argentina                       | 2 – 1    | Tunisko              | RheinEnergieStadion, Kolín nad Rýnem diváci: 28,033 rozhodčí: Roberto Rosetti (Itálie) |
| Riquelme 33' (pen.) Saviola 57' | (Report) | Guemamdia 75' (pen.) | RheinEnergieStadion, Kolín nad Rýnem diváci: 28,033 rozhodčí: Roberto Rosetti (Itálie) |

| 15. červen 21:00                                            |          |                            |                                                                            |
| Německo                                                     | 4 – 3    | Austrálie                  | Waldstadion, Frankfurt diváci: 46,466 rozhodčí: Carlos Amarilla (Paraguay) |
| Kurányi 17' Mertesacker 23' Ballack 60' (pen.) Podolski 88' | (Report) | Skoko 21' Aloisi 31' 90+2' | Waldstadion, Frankfurt diváci: 46,466 rozhodčí: Carlos Amarilla (Paraguay) |

| 18. červen 18:00 |          |                                                 |                                                                                           |
| Tunisko          | 0 – 3    | Německo                                         | RheinEnergieStadion, Kolín nad Rýnem diváci: 44,337 rozhodčí: Peter Prendergast (Jamajka) |
|                  | (Report) | Ballack 74' (pen.) Schweinsteiger 80' Hanke 88' | RheinEnergieStadion, Kolín nad Rýnem diváci: 44,337 rozhodčí: Peter Prendergast (Jamajka) |

| 18. červen 20:45      |          |                                          |                                                                              |
| Austrálie             | 2 – 4    | Argentina                                | Frankenstadion, Norimberk diváci: 25,218 rozhodčí: Shamsul Maidin (Singapur) |
| Aloisi 61' (pen.) 70' | (Report) | Figueroa 12' 53' 89' Riquelme 31' (pen.) | Frankenstadion, Norimberk diváci: 25,218 rozhodčí: Shamsul Maidin (Singapur) |

| 21. červen 20:45 |          |                |                                                                         |
| Austrálie        | 0 – 2    | Tunisko        | Zentralstadion, Leipzig diváci: 44,337 rozhodčí: Carlos Chandía (Chile) |
|                  | (Report) | Santos 26' 70' | Zentralstadion, Leipzig diváci: 44,337 rozhodčí: Carlos Chandía (Chile) |

| 21. červen 20:45           |          |                         |                                                                             |
| Argentina                  | 2 – 2    | Německo                 | Frankenstadion, Norimberk diváci: 42,088 rozhodčí: Ľuboš Micheľ (Slovensko) |
| Riquelme 33' Cambiasso 74' | (Report) | Kurányi 29' Asamoah 51' | Frankenstadion, Norimberk diváci: 42,088 rozhodčí: Ľuboš Micheľ (Slovensko) |

### Základní skupina B
| Tým      | Z | V | R | P | GV | GI | +/- | B |
| -------- | - | - | - | - | -- | -- | --- | - |
| Mexiko   | 3 | 2 | 1 | 0 | 3  | 1  | +2  | 7 |
| Brazílie | 3 | 1 | 1 | 1 | 5  | 3  | +2  | 4 |
| Japonsko | 3 | 1 | 1 | 1 | 4  | 4  | 0   | 4 |
| Řecko    | 3 | 0 | 1 | 2 | 0  | 4  | -4  | 1 |

| 16. červen 18:00 |          |                       |                                                                         |
| Japonsko         | 1 – 2    | Mexiko                | AWD-Arena, Hannover diváci: 24,036 rozhodčí: Matthew Breeze (Austrálie) |
| Yanagisawa 12'   | (Report) | Sinha 39' Fonseca 64' | AWD-Arena, Hannover diváci: 24,036 rozhodčí: Matthew Breeze (Austrálie) |

| 16. červen 20:45                    |          |       |                                                                           |
| Brazílie                            | 3 – 0    | Řecko | Zentralstadion, Leipzig diváci: 42,507 rozhodčí: Ľuboš Micheľ (Slovensko) |
| Adriano 41' Robinho 46' Juninho 81' | (Report) |       | Zentralstadion, Leipzig diváci: 42,507 rozhodčí: Ľuboš Micheľ (Slovensko) |

| 19. červen 18:00 |          |           |                                                                          |
| Řecko            | 0 – 1    | Japonsko  | Waldstadion, Frankfurt diváci: 34,314 rozhodčí: Herbert Fandel (Německo) |
|                  | (Report) | Oguro 76' | Waldstadion, Frankfurt diváci: 34,314 rozhodčí: Herbert Fandel (Německo) |

| 19. červen 20:45 |          |          |                                                                       |
| Mexiko           | 1 – 0    | Brazílie | AWD-Arena, Hannover diváci: 43,677 rozhodčí: Roberto Rosetti (Itálie) |
| Borgetti 59'     | (Report) |          | AWD-Arena, Hannover diváci: 43,677 rozhodčí: Roberto Rosetti (Itálie) |

| 22. červen 20:45 |          |        |                                                                            |
| Řecko            | 0 – 0    | Mexiko | Waldstadion, Frankfurt diváci: 31,285 rozhodčí: Carlos Amarilla (Paraguay) |
|                  | (Report) |        | Waldstadion, Frankfurt diváci: 31,285 rozhodčí: Carlos Amarilla (Paraguay) |

| 22. červen 20:45       |          |                            |                                                                                      |
| Japonsko               | 2 – 2    | Brazílie                   | RheinEnergieStadion, Kolín nad Rýnem diváci: 44,922 rozhodčí: Mourad Daami (Tunisko) |
| Nakamura 27' Oguro 88' | (Report) | Robinho 10' Ronaldinho 39' | RheinEnergieStadion, Kolín nad Rýnem diváci: 44,922 rozhodčí: Mourad Daami (Tunisko) |

## Play off

### Semifinále
| 25. červen 18:00                |          |                                       |                                                                           |
| Německo                         | 2 – 3    | Brazílie                              | Frankenstadion, Norimberk diváci: 42,187 rozhodčí: Carlos Chandía (Chile) |
| Podolski 23' Ballack 45' (pen.) | (Report) | Adriano 21' 76' Ronaldinho 43' (pen.) | Frankenstadion, Norimberk diváci: 42,187 rozhodčí: Carlos Chandía (Chile) |

| 26. červen 18:00 |                  |               |                                                                       |
| Mexiko           | 1 – 1 (v prodl.) | Argentina     | AWD-Arena, Hannover diváci: 40,718 rozhodčí: Roberto Rosetti (Itálie) |
| Salcido 104'     | (Report)         | Figueroa 110' | AWD-Arena, Hannover diváci: 40,718 rozhodčí: Roberto Rosetti (Itálie) |

|                                            |       | Penaltový rozstřel                                |  |
| Pérez Pardo Borgetti Salcido Pineda Osorio | 5 – 6 | Riquelme Rodriguez Aimar Galletti Sorin Cambiasso |  |

### Utkání o 3. místo
| 29. červen 18:00                                     |                  |                              |                                                                             |
| Německo                                              | 4 – 3 (v prodl.) | Mexiko                       | Zentralstadion, Leipzig diváci: 43,335 rozhodčí: Matthew Breeze (Austrálie) |
| Podolski 37' Schweinsteiger 41' Huth 79' Ballack 97' | (Report)         | Fonseca 40' Borgetti 58' 85' | Zentralstadion, Leipzig diváci: 43,335 rozhodčí: Matthew Breeze (Austrálie) |

### Finále
| 29. červen 20:45                        |          |           |                                                                          |
| Brazílie                                | 4 – 1    | Argentina | Waldstadion, Frankfurt diváci: 45,591 rozhodčí: Ľuboš Micheľ (Slovensko) |
| Adriano 11' 63' Kaká 16' Ronaldinho 47' | (Report) | Aimar 65' | Waldstadion, Frankfurt diváci: 45,591 rozhodčí: Ľuboš Micheľ (Slovensko) |

## Vítěz
| Konfederační pohár FIFA 2005 Brazílie |